# Derrick Chandler
Derrick Dewayne Chandler (Washington, 31 agosto 1970) è un ex cestista statunitense, professionista in Europa e in Sudamerica.

## Carriera
Dopo aver militato nella squadra universitaria dei Nebraska Huskers, viene scelto al 5º giro dai Quad City Thunder della CBA al draft del 1993. Rifiuta l'offerta e disputa la sua prima stagione da professionista nella massima lega turca con il Galatasaray.
Gli anni successivi lo vedono nell'unico anno d'esistenza dei Mexico Aztecas nella CBA, in Europa nella Pallacanestro Trapani, Besançon BCD, Basket Rimini. Dopo un provino con i Dallas Mavericks, torna in Europa militando nella squadra portoghese dell'Aveiro Esgueira per poi avere una parentesi in Porto Rico.